# Eberhard Schramm
Eberhard Schramm (* 25. November 1927; † 17. April 2004) war ein deutscher Sportwissenschaftler und Hochschullehrer.

## Leben
Schramm betätigte sich sportlich als Wasserballtorwart, 1950 gehörte er zum ersten Studienjahrgang der Deutschen Hochschule für Körperkultur (DHfK) in Leipzig. Nach dem Abschluss des Studiums (Thema seiner Diplomarbeit im Jahr 1952 war die „Methodik der Grundschule des Wasserballspieles“) war er als Sportlehrer und Trainer tätig, ab 1955 leitete er das Wissenschaftliche Kabinett des Vereins SC DHfK Leipzig. Ab 1959 arbeitete Schramm an der DHfK-Forschungsstelle, zudem war er am Forschungsinstitut für Körperkultur und Sport (FKS) tätig und war Hochschullehrer für Schwimmsport. Er forschte unter anderem im Schwimmsport und untersuchte die Kraultechnik.
1969 schloss er seine Doktorarbeit ab und leitete ab demselben Jahr die DHfK-Sektion III (Schwimmsport, Wintersport, Wasserfahrsport, Leichtathletik, Radsport, Eisschnelllauf, Gewichtheben, Schießsport) der Hochschule für Körperkultur. 1980 wurde seine Habilitation angenommen, der Titel seiner Arbeit lautete „Hydrodynamische Fragen des Sportschwimmens aus sportmethodischer Sicht unter besonderer Berücksichtigung des Schwimmwiderstands“. In Folge der abgeschlossenen Habilitation war Schramm als ordentlicher Professor für Theorie und Methodik des Schwimmens tätig.
Schramm leitete das Autorenkollektiv des Lehrbuches „Sportschwimmen“, welches 1987 herauskam und die Schwimmtechnik, die Grundausbildung sowie das Training im Nachwuchsleistungssport unter Berücksichtigung des Hochleistungsbereich behandelt.
Mit der Auflösung der Deutschen Hochschule für Körperkultur 1990 ging Schramm in den Ruhestand, veröffentlichte ein Jahr später in den Leipziger sportwissenschaftliche Beiträge noch den Artikel „Zur Erhöhung grundlegender allgemeiner Kraftvoraussetzungen und deren verbesserter Umsetzung in spezielle Leistungen bei Nachwuchsschwimmsportlern“.
Als Funktionär engagierte sich Schramm im Deutschen Schwimmsport-Verband der DDR (DSSV) sowie nach der Wende im Sächsischen Schwimm-Verband und wurde dort Präsident und später Ehrenpräsident.